# Spin-coater

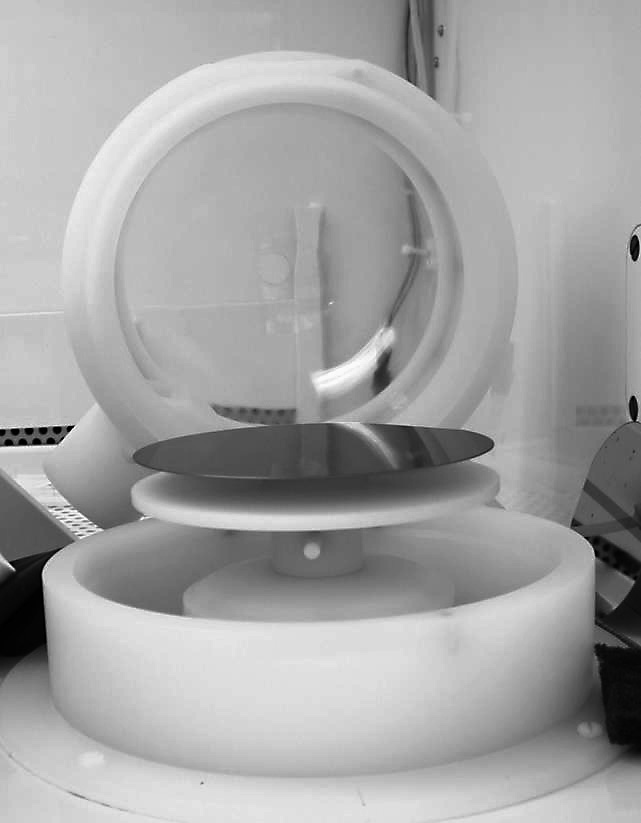
Spin coater produkcji Laurell Technologies, używany do nanoszenia warstw światłoczułych na powierzchni płytek krzemowych

Spin coater, także spin-coater lub powlekacz obrotowy – jest to urządzenie służące do powlekania płaskich powierzchni cienką, równomierną warstwą lakieru, farby, emulsji światłoczułych, substancji fotorezystywnych, itp. Znajduje zastosowanie w elektronice, mikromechanice i mechatronice w pierwszym etapie fotolitografii, jakim jest naniesienie warstwy substancji światłoczułej (fotorezystywnej) na powierzchnię, która ma być później poddana trawieniu (w elektronice może to być na przykład krzem, będący podłożem przyszłego układu scalonego). Spin-coating może również zostać użyty do nanoszenia powłok interferencyjnych na elementy układów optycznych.

## Przebieg procesu
1. Obiekt poddawany obróbce (dalej nazywany próbką) umieszczany jest na obrotowej tarczy i mocowany do niej mechanicznie specjalnym stojakiem, warstwą samoprzylepną, bądź, najczęściej, poprzez wytworzenie podciśnienia.
2. Następnie, za pomocą pipety lub innego, odpowiedniego dozownika, na środek powlekanej próbki wylewana jest porcja substancji powlekającej, rozcieńczonej szybko parującym rozpuszczalnikiem.
3. Tarcza wraz z powlekaną próbką jest wprawiana w szybki ruch obrotowy, powodujący pokrycie całej powierzchni próbki substancją powlekającą
4. Nadmiar substancji powlekającej wycieka poza brzegi próbki, jednak tworzący się przy jej brzegach menisk może wymagać dodatkowego usunięcia mechanicznego lub rozpuszczenia kroplami rozpuszczalnika podawanymi na obwód obracającej się próbki
5. Jeśli w danym procesie technologicznym rozpuszczalnik nie odparowuje całkowicie z warstwy podczas wirowania, prowadzi się je do czasu, gdy za sprawą wzrostu lepkości warstwa powlekająca przestaje płynąć, po czym przenosi się próbkę do miejsca dalszego suszenia.

## Optymalizacja parametrów procesu
Mimo pozornej prostoty, zrozumienie fizycznych aspektów spin-coatingu w stopniu wystarczającym do optymalizacji jego parametrów jest zagadnieniem trudnym; w procesie powlekania istotne jest bowiem współistnienie powodującej przepływ siły odśrodkowej z siłami przylegania, napięciem powierzchniowym, a przede wszystkim, zmieniającą się w czasie i przestrzeni lepkością, której bieżąca wartość zależy od stopnia odparowania rozpuszczalnika.
W przybliżeniu, grubość uzyskanej warstwy jest odwrotnie proporcjonalna do pierwiastka prędkości wirowania i wprost proporcjonalna do lepkości roztworu, jednak warunki pokrywania są zazwyczaj optymalizowane doświadczalnie. Optymalizacja procesu powlekania obejmuje dobór odpowiednich proporcji substancji do rozpuszczalnika (wpływający na gęstość i lepkość mieszaniny) a także dobór prędkości kątowej wirowania i jej zmian w czasie. Współczesne spin-coatery umożliwiają zaprogramowanie pełnej zależności prędkości wirowania od czasu.
W zależności od rodzaju substancji powlekającej i rozpuszczalnika, możliwe jest uzyskanie warstw o grubości od kilkudziesięciu nm do kilkuset μm. Grubsze warstwy mogą wymagać nanoszenia wieloetapowego (kolejne warstwy nakładane są po naniesieniu i utwardzeniu poprzednich). W przypadku cienkich warstw odchylenia grubości warstwy rezystu są rzędu kilku procent w obrębie całej powierzchni próbki, jednak lokalne wahania grubości warstwy są znacznie mniejsze, co ma znaczenie w przypadku późniejszego pocięcia próbki na mniejsze elementy, lub wykorzystywania jedynie ograniczanego fragmentu jej pełnej powierzchni.

## Dodatkowe funkcje spin-coatera
Poza procesem właściwego powlekania, urządzenie powinno spełniać dodatkowe warunki, istotne zarówno dla jakości powłoki, jak i bezpieczeństwa personelu. Po pierwsze, istotne jest zabezpieczenie powlekanej powierzchni przed osiadaniem pyłu, kurzu i innych zanieczyszczeń z powietrza. Po drugie, spin-coater nie powinien rozbryzgiwać nadmiaru substancji powlekającej w niekontrolowany sposób - jest ona zbierana do miski umieszczonej wokół obrotowej tarczy; w szczególnych przypadkach możliwe jest odzyskanie nadmiaru szczególnie cennych substancji w celu ich ponownego wykorzystania. Po trzecie, silnik i inne części elektromechaniczne powinny być odpowiednio odseparowane od komory wirnika, ponieważ emitowane pary rozpuszczalników w kontakcie z iskrzącymi stykami silnika mogą ulec wybuchowi. Z tych samych względów, praca ze szczególnie niebezpiecznymi rozpuszczalnikami może być prowadzona w atmosferze azotu (lub innych gazów nie zawierających tlenu.) Wyspecjalizowane spin-coatery wyposażone są również w urządzenia kontrolujące prędkość i przyśpieszenie tarczy, układy kontroli temperatury próbki, a także szereg zabezpieczeń wyłączających wirnik oraz podciśnienie (by uniknąć zassania substancji powlekającej) w przypadku oderwania się próbki od tarczy. Spin-coatery mogą również zawierać elementy ułatwiające usuwanie nadmiaru substancji gromadzącej się na brzegach próbki za sprawą menisku.